# Francisco Pacheco de Córdoba
Francisco Pacheco y Córdoba (Córdoba, c. 1530 - Córdoba, 2 de octubre de 1590) fue un religioso español, obispo de Málaga (1576-1587) y de Córdoba (1587-1590).

## Biografía
Nacido en Córdoba en torno a 1530, fue hijo de Francisco Pacheco, señor de Almunia, y de María de Mendoza y Córdoba, hija del III conde de Cabra. Se dedicó desde pequeño a los estudios, hasta que se doctoró en Derecho Canónico. Alcanzó el puesto de deán del Cabildo de Córdoba y asistió en 1570 como representante del rey Felipe II al capítulo provincial de la Orden Trinitaria celebrado en la ciudad.
Fue designado, por el Papa Gregorio XIII a propuesta del rey Felipe II, obispo de Málaga en 1574, aunque no tomó posesión hasta 1576. Ese mismo año cumplió la bula de Gregorio XII que obligaba a la creación de una casa de niños expósitos; además, fundó la iglesia de San Juan y las Constituciones de la Cofradía del Santo Entierro en San Agustín de Antequera. Ayudó a los afectados por las pestes de 1580 y 1585, y por el gran terremoto de 1581 visitándolos en el Hospital de la torre Fonseca y gastando en su ayuda todas sus rentas.
También avanzaron mucho las obras de la Catedral de Málaga, se terminó la sacristía mayor y se adornó la capilla mayor, contribuyendo el obispo con una suma de dinero. En 1581 sintió un gran terremoto en la ciudad mientras que estaba reunido con su Cabildo, sufriendo grandes daños el palacio episcopal de Málaga y otros edificios, aunque sin mayores consecuencias, por lo que declararon festivo el 18 de junio, día de los santos mártires Ciriaco y Paula.
El rey Felipe II lo presentó en 1587 como obispo de Córdoba, a donde llegó el 23 de abril, y allí falleció el día 2 de octubre de 1590, siendo enterrado en el Convento de Santa Isabel de los Ángeles.Parece que también actuó en otros municipios de la diócesis, ya que reconstruyó la antigua ermita de San Martín, antiguamente ubicado en la actual plaza de España de Cabra.
| Predecesor: Francisco Blanco Salcedo    | Obispo de Málaga 1576 – 1587  | Sucesor: Luis García Haro de Sotomayor |
| Predecesor: Antonio de Pazos y Figueroa | Obispo de Córdoba 1587 – 1590 | Sucesor: Hernando de Vega y Fonseca    |